# Eddie Howe
Edward John Frank Howe, detto Eddie Howe (Amersham, 29 novembre 1977), è un allenatore di calcio ed ex calciatore inglese, di ruolo difensore, tecnico del Newcastle Utd.

## Carriera

### Giocatore
Howe ha iniziato come difensore nelle giovanili del Bournemouth, con cui ha esordito da professionista nel 1995. Nel marzo 2002 viene acquistato dal Portsmouth ma un infortunio al ginocchio, al debutto, lo costringe a terminare la stagione. Torna in campo all'inizio della stagione 2002-2003, ma un altro infortunio all'esordio stagionale lo tiene fuori per tutta l'annata. Tornato all'attività agonistica solo nel gennaio 2004, si trasferisce allo Swindon Town in prestito ma non colleziona alcuna presenza.
Nel corso della stagione 2004-2005 fa ritorno in prestito al Bournemouth, venendo acquistato a titolo definitivo nell'annata successiva. Dopo tre anni con le Cherries, nel 2007 è costretto al ritiro da un altro infortunio al ginocchio.

### Allenatore

#### Bournemouth
Dopo il ritiro dall'attività agonistica, il 31 dicembre 2008 sostituisce Jimmy Quinn sulla panchina del Bournemouth, iniziando così la propria carriera da allenatore. Il 24 aprile 2010, grazie al successo ottenuto per 2-0 sul campo del Burton Albion, le Cherries centrano l'aritmetica promozione in Football League One (terza divisione inglese).
A metà della stagione 2010-2011, con la squadra al 6º posto in classifica, annuncia le proprie dimissioni dal Bournemouth per accasarsi al Burnley.

#### Burnley
Il 16 gennaio 2011 sottoscrive un contratto biennale con il Burnley, squadra militante in Football League Championship (seconda divisione inglese); termina la stagione all'8º posto in classifica, mancando l'accesso ai play-off di sette punti. Il 12 ottobre 2012, dopo un inizio di campionato deludente, annuncia le proprie dimissioni dal Burnley per fare ritorno al Bournemouth.

#### Ritorno al Bournemouth
Il 13 ottobre 2012 fa il suo ritorno al Bournemouth dopo quasi due anni, firmando un contratto triennale. Il 20 aprile 2013 le Cherries vincono per 3-1 contro il Carlisle Utd, ottenendo l'aritmetica promozione in Football League Championship con un turno d'anticipo. Il 27 aprile 2015 la squadra raggiunge la sua prima storica promozione in Premier League (prima divisione inglese) grazie alla vittoria del campionato cadetto.
Al termine della stagione 2019-2020, conclusasi con la retrocessione del club in Football League Championship, lascia il club di comune accordo con la dirigenza.

#### Newcastle
L'8 novembre 2021 è stato annunciato come nuovo allenatore del Newcastle Utd in Premier League (prima divisione inglese), dopo che i Magpies erano stati acquisiti dal ricco fondo PIF dell'Arabia Saudita. Nonostante la squadra si trovasse all'ultimo posto in classifica senza aver ottenuto alcuna vittoria, la nuova proprietà ha attuato un calciomercato invernale mirato a rafforzare la rosa con Dan Burn, Matthew Targett, Chris Wood, Kieran Trippier e Bruno Guimarães; nel girone di ritorno, la squadra ha raccolto trentotto punti ed è riuscita a chiudere il campionato all'undicesimo posto.
Nella stagione 2022-2023 la squadra ha raggiunto la finale di Carabao Cup, persa per 0-2 contro il Manchester Utd, e si è classificata al quarto posto in campionato, tornando così in UEFA Champions League dopo vent'anni.
La stagione seguente la squadra di Howe si piazza settima in Premier mancando la qualificazione alle coppe europee; in Champions arriva ultima nel girone e si ferma ai quarti sia in FA Cup che in Coppa di Lega.
Nella stagione 2024-2025 vince la Carabao Cup contro il Liverpool e con il quinto posto in Premier torna in Champions.

## Statistiche

### Statistiche da allenatore
Statistiche aggiornate al 1 luglio 2025. In grassetto le competizioni vinte.
| Stagione           | Squadra            | Campionato         | Campionato | Campionato | Campionato | Campionato | Coppe nazionali | Coppe nazionali | Coppe nazionali | Coppe nazionali | Coppe nazionali | Coppe continentali | Coppe continentali | Coppe continentali | Coppe continentali | Coppe continentali | Altre coppe | Altre coppe | Altre coppe | Altre coppe | Altre coppe | Totale | Totale | Totale | Totale | % Vittorie | Piazzamento     |
| Stagione           | Squadra            | Comp               | G          | V          | N          | P          | Comp            | G               | V               | N               | P               | Comp               | G                  | V                  | N                  | P                  | Comp        | G           | V           | N           | P           | G      | V      | N      | P      | %          | Piazzamento     |
| ------------------ | ------------------ | ------------------ | ---------- | ---------- | ---------- | ---------- | --------------- | --------------- | --------------- | --------------- | --------------- | ------------------ | ------------------ | ------------------ | ------------------ | ------------------ | ----------- | ----------- | ----------- | ----------- | ----------- | ------ | ------ | ------ | ------ | ---------- | --------------- |
| gen.-giu. 2009     | Bournemouth        | FL2                | 23         | 12         | 3          | 8          | FACup+CdL       | -               | -               | -               | -               | -                  | -                  | -                  | -                  | -                  | -           | -           | -           | -           | -           | 23     | 12     | 3      | 8      | 52,17      | Sub. 21º        |
| 2009-2010          | Bournemouth        | FL2                | 46         | 25         | 8          | 13         | FACup+CdL       | 2+1             | 1+0             | 0+0             | 1+1             | -                  | -                  | -                  | -                  | -                  | FLT         | 2           | 1           | 0           | 1           | 51     | 27     | 8      | 16     | 52,94      | 2º (prom.)      |
| 2010-gen. 2011     | Bournemouth        | FL1                | 24         | 11         | 6          | 7          | FACup+CdL       | 2+1             | 1+0             | 0+0             | 1+1             | -                  | -                  | -                  | -                  | -                  | FLT         | 1           | 0           | 1           | 0           | 28     | 12     | 7      | 9      | 42,86      | Dimis.          |
| gen.-giu. 2011     | Burnley            | FLC                | 21         | 9          | 5          | 7          | FACup+CdL       | 2+0             | 1               | 0               | 1               | -                  | -                  | -                  | -                  | -                  | -           | -           | -           | -           | -           | 23     | 10     | 5      | 8      | 43,48      | Sub. 8º         |
| 2011-2012          | Burnley            | FLC                | 46         | 17         | 11         | 18         | FACup+CdL       | 1+4             | 0+3             | 0+0             | 1+1             | -                  | -                  | -                  | -                  | -                  | -           | -           | -           | -           | -           | 51     | 20     | 11     | 20     | 39,22      | 13º             |
| lug.-ott. 2012     | Burnley            | FLC                | 10         | 3          | 2          | 5          | FACup+CdL       | 0+3             | 1               | 1               | 1               | -                  | -                  | -                  | -                  | -                  | -           | -           | -           | -           | -           | 13     | 4      | 3      | 6      | 30,77      | Dimis.          |
| Totale Burnley     | Totale Burnley     | Totale Burnley     | 77         | 29         | 18         | 30         |                 | 10              | 5               | 1               | 4               |                    | -                  | -                  | -                  | -                  |             | -           | -           | -           | -           | 87     | 34     | 19     | 34     | 39,08      |                 |
| ott. 2012-2013     | Bournemouth        | FL1                | 35         | 20         | 7          | 8          | FACup+CdL       | 4+0             | 2               | 1               | 1               | -                  | -                  | -                  | -                  | -                  | -           | -           | -           | -           | -           | 39     | 22     | 8      | 9      | 56,41      | Sub. 2º (prom.) |
| 2013-2014          | Bournemouth        | FLC                | 46         | 18         | 12         | 16         | FACup+CdL       | 2+2             | 1+1             | 0+0             | 1+1             | -                  | -                  | -                  | -                  | -                  | -           | -           | -           | -           |             | 50     | 20     | 12     | 18     | 40,00      | 10º             |
| 2014-2015          | Bournemouth        | FLC                | 46         | 26         | 12         | 8          | FACup+CdL       | 2+5             | 1+4             | 0+0             | 1+1             | -                  | -                  | -                  | -                  | -                  | -           | -           | -           | -           |             | 53     | 31     | 12     | 10     | 58,49      | 1º (prom.)      |
| 2015-2016          | Bournemouth        | PL                 | 38         | 11         | 9          | 18         | FACup+CdL       | 3+3             | 2+2             | 0+0             | 1+1             | -                  | -                  | -                  | -                  | -                  | -           | -           | -           | -           |             | 44     | 15     | 9      | 20     | 34,09      | 16º             |
| 2016-2017          | Bournemouth        | PL                 | 38         | 12         | 10         | 16         | FACup+CdL       | 1+2             | 0+1             | 0+0             | 1+1             | -                  | -                  | -                  | -                  | -                  | -           | -           | -           | -           |             | 41     | 13     | 10     | 18     | 31,71      | 9º              |
| 2017-2018          | Bournemouth        | PL                 | 38         | 11         | 11         | 16         | FACup+CdL       | 2+4             | 0+3             | 1+0             | 1+1             | -                  | -                  | -                  | -                  | -                  | -           | -           | -           | -           |             | 44     | 14     | 12     | 18     | 31,82      | 12º             |
| 2018-2019          | Bournemouth        | PL                 | 38         | 13         | 6          | 19         | FACup+CdL       | 1+4             | 0+3             | 0+0             | 1+1             | -                  | -                  | -                  | -                  | -                  | -           | -           | -           | -           |             | 43     | 16     | 6      | 21     | 37,21      | 14º             |
| 2019-2020          | Bournemouth        | PL                 | 38         | 9          | 7          | 22         | FACup+CdL       | 2+2             | 1+0             | 0+1             | 1+1             | -                  | -                  | -                  | -                  | -                  | -           | -           | -           | -           |             | 42     | 10     | 8      | 24     | 23,81      | 18° (retr.)     |
| Totale Bournemouth | Totale Bournemouth | Totale Bournemouth | 410        | 168        | 91         | 151        |                 | 45              | 23              | 3               | 19              |                    | -                  | -                  | -                  | -                  |             | 3           | 1           | 1           | 1           | 458    | 192    | 95     | 171    | 41,92      |                 |
| nov. 2021-2022     | Newcastle Utd      | PL                 | 27         | 13         | 5          | 9          | FACup+CdL       | 1+0             | 0               | 0               | 1               | -                  | -                  | -                  | -                  | -                  | -           | -           | -           | -           | -           | 28     | 13     | 5      | 10     | 46,43      | Sub. 11º        |
| 2022-2023          | Newcastle Utd      | PL                 | 38         | 19         | 14         | 5          | FACup+CdL       | 1+7             | 0+5             | 0+1             | 1+1             | -                  | -                  | -                  | -                  | -                  | -           | -           | -           | -           | -           | 46     | 24     | 15     | 7      | 52,17      | 4º              |
| 2023-2024          | Newcastle Utd      | PL                 | 38         | 18         | 6          | 14         | FACup+CdL       | 4+3             | 2+2             | 1+1             | 1+0             | UCL                | 6                  | 1                  | 2                  | 3                  | -           | -           | -           | -           | -           | 50     | 23     | 10     | 18     | 46,00      | 7º              |
| 2024-2025          | Newcastle Utd      | PL                 | 38         | 20         | 6          | 12         | FACup+CdL       | 3+7             | 2+6             | 0+1             | 1+0             | -                  | -                  | -                  | -                  | -                  | -           | -           | -           | -           | -           | 48     | 28     | 7      | 13     | 58,33      | 5º              |
| 2025-2026          | Newcastle Utd      | PL                 | 0          | 0          | 0          | 0          | FACup+CdL       | 0+0             | 0               | 0               | 0               | UCL                | 0                  | 0                  | 0                  | 0                  | -           | -           | -           | -           | -           | 0      | 0      | 0      | 0      | —          | in corso        |
| Totale Newcastle   | Totale Newcastle   | Totale Newcastle   | 141        | 70         | 31         | 40         |                 | 26              | 17              | 4               | 5               |                    | 6                  | 1                  | 2                  | 3                  |             | -           | -           | -           | -           | 173    | 88     | 37     | 48     | 50,87      |                 |
| Totale carriera    | Totale carriera    | Totale carriera    | 630        | 267        | 140        | 223        |                 | 80              | 45              | 5               | 27              |                    | 6                  | 1                  | 2                  | 3                  |             | 3           | 1           | 1           | 1           | 719    | 314    | 151    | 254    | 43,67      |                 |

## Palmarès

### Allenatore

#### Club
- Football League Championship: 1

Bournemouth: 2014-2015
- Coppa di Lega inglese: 1

Newcastle: 2024-2025